# Leucothyreus dorsalis
Leucothyreus dorsalis är en skalbaggsart som beskrevs av Blanchard 1851. Leucothyreus dorsalis ingår i släktet Leucothyreus och familjen Rutelidae. Inga underarter finns listade i Catalogue of Life.